# 29249 Hiraizumi
29249 Hiraizumi è un asteroide della fascia principale. Scoperto nel 1992, presenta un'orbita caratterizzata da un semiasse maggiore pari a 2,7800435 UA e da un'eccentricità di 0,0775078, inclinata di 0,68923° rispetto all'eclittica.